# Ade Murkey
Ade Murkey (Minneapolis, Minnesota, 29 de enero de 1998) es un baloncestista estadounidense que pertenece a la plantilla de los Wisconsin Herd de la NBA G League. Con 1,96 metros de estatura, juega en la posición de escolta.

## Trayectoria deportiva

### Universidad
Jugó cuatro temporadas con los Pioneers de la Universidad de Denver, en las que promedió 10,6 puntos, 4,0 rebotes y 2,0 asistencias por partido. Su mejor partido lo disputó el 14 de febrero de 2020, ante South Dakota State, cuando batí el récord de puntos en un partido en la División I de la NCAA de su universidad, con 42 puntos. Al término de su temporada sénior fue incluido en el segundo mejor quinteto de la Summit League.

### Profesional
Tras no ser elegido en el Draft de la NBA de 2020, firmó un contrato con los Minnesota Timberwolves, pero fue despedido el 19 del mismo mes tras disputar un único partido de pretemporada. El 25 de enero de 2021, firmó como jugador afiliado con los Iowa Wolves de la NBA G League, donde disputó 13 partidos y promedió 7,1 puntos, 2,3 rebotes y 0,9 asistencias en 21,7 minutos por partido.
El 13 de octubre de 2021 firmó con los Sacramento Kings, pero fue despedido tres días después. Posteriormente, el 2 de noviembre firmó con los Stockton Kings de la G League, donde en doce partidos promedió 11,8 puntos y 3,0 rebotes.
El 22 de diciembre de 2021, Murkey firmó un contrato de 10 días con los Sacramento Kings. A la conclusión del mismo, regresó a los Stockton Kings.
El 28 de octubre de 2024 se incorporó a los Wisconsin Herd.

## Estadísticas de su carrera en la NBA

### Temporada regular
| Año     | Equipo     | PJ | PT | MPP | %TC  | %3P  | %TL  | RPP | APP | ROB | TPP | PPP |
| ------- | ---------- | -- | -- | --- | ---- | ---- | ---- | --- | --- | --- | --- | --- |
| 2021-22 | Sacramento | 1  | 0  | 1.0 | .000 | .000 | .000 | .0  | .0  | .0  | .0  | 0.0 |
| Total   | Total      | 1  | 0  | 1.0 | .000 | .000 | .000 | .0  | .0  | .0  | .0  | 0.0 |